# Gran Premio de las Américas de Motociclismo de 2024
El Gran Premio de las Américas de 2024 (oficialmente: Red Bull Grand Prix of the Americas) Fue la tercera prueba del Campeonato del Mundo de Motociclismo de 2024. Tuvo lugar el fin de semana del 12 al 14 de abril de 2024 en el Circuito de las Américas, situado en la ciudad de Austin, Texas (Estados Unidos).
La carrera al sprint de MotoGP fue ganada por Maverick Viñales, seguido de Marc Márquez y Jorge Martín.
La carrera de MotoGP fue ganada por Maverick Viñales, seguido de Pedro Acosta y Enea Bastianini. Sergio García fue el ganador de la prueba de Moto2, por delante de Joe Roberts y Fermín Aldeguer. La carrera de Moto3 fue ganada por David Alonso, Daniel Holgado fue segundo y Ángel Piqueras tercero.

## Resultados

### Resultados MotoGP

#### Carrera al sprint
| Pos.    | N.º | Piloto                | Equipo                            | Constructor | Vueltas | Tiempo        | Parrilla | Puntos |
| ------- | --- | --------------------- | --------------------------------- | ----------- | ------- | ------------- | -------- | ------ |
| 1       | 12  | Maverick Viñales      | Aprilia Racing                    | Aprilia     | 10      | 20:27.825     | 1        | 12     |
| 2       | 93  | Marc Márquez          | Gresini Racing MotoGP             | Ducati      | 10      | +2.294        | 3        | 9      |
| 3       | 89  | Jorge Martín          | Prima Pramac Racing               | Ducati      | 10      | +4.399        | 6        | 7      |
| 4       | 31  | Pedro Acosta          | Red Bull GASGAS Tech3             | KTM         | 10      | +6.480        | 2        | 6      |
| 5       | 41  | Aleix Espargaró       | Aprilia Racing                    | Aprilia     | 10      | +6.657        | 7        | 5      |
| 6       | 23  | Enea Bastianini       | Ducati Lenovo Team                | Ducati      | 10      | +8.621        | 5        | 4      |
| 7       | 43  | Jack Miller           | Red Bull KTM Factory Racing       | KTM         | 10      | +9.237        | 11       | 3      |
| 8       | 1   | Francesco Bagnaia     | Ducati Lenovo Team                | Ducati      | 10      | +9.349        | 4        | 2      |
| 9       | 25  | Raúl Fernández        | Trackhouse Racing MotoGP          | Aprilia     | 10      | +9.637        | 13       | 1      |
| 10      | 21  | Franco Morbidelli     | Prima Pramac Racing               | Ducati      | 10      | +9.894        | 9        |        |
| 11      | 88  | Miguel Oliveira       | Trackhouse Racing MotoGP          | Aprilia     | 10      | +10.364       | 14       |        |
| 12      | 33  | Brad Binder           | Red Bull KTM Factory Racing       | KTM         | 10      | +10.724       | 17       |        |
| 13      | 72  | Marco Bezzecchi       | Pertamina VR46 Racing Team        | Ducati      | 10      | +11.549       | 10       |        |
| 14      | 73  | Álex Márquez          | Gresini Racing MotoGP             | Ducati      | 10      | +15.468       | 12       |        |
| 15      | 20  | Fabio Quartararo      | Monster Energy Yamaha MotoGP      | Yamaha      | 10      | +15.574       | 16       |        |
| 16      | 42  | Álex Rins             | Monster Energy Yamaha MotoGP      | Yamaha      | 10      | +18.146       | 15       |        |
| 17      | 10  | Luca Marini           | Repsol Honda Team                 | Honda       | 10      | +22.989       | 22       |        |
| Ret     | 5   | Johann Zarco          | LCR Honda Castrol                 | Honda       | 6       | Caída         | 19       |        |
| Ret     | 36  | Joan Mir              | Repsol Honda Team                 | Honda       | 3       | Caída         | 20       |        |
| Ret     | 30  | Takaaki Nakagami      | LCR Honda IDEMITSU                | Honda       | 0       | Caída         | 21       |        |
| Ret     | 49  | Fabio Di Giannantonio | Pertamina Enduro VR46 Racing Team | Ducati      | 0       | Fallo Técnico | 8        |        |
| Ret     | 37  | Augusto Fernández     | Red Bull GasGas Tech3             | KTM         | 0       | Caída         | 18       |        |
| Fuente: |     |                       |                                   |             |         |               |          |        |

#### Carrera larga
| Pos.    | N.º | Piloto                | Equipo                       | Constructor | Vueltas | Tiempo    | Parrilla | Puntos |
| ------- | --- | --------------------- | ---------------------------- | ----------- | ------- | --------- | -------- | ------ |
| 1       | 12  | Maverick Viñales      | Aprilia Racing               | Aprilia     | 20      | 41:09.503 | 1        | 25     |
| 2       | 31  | Pedro Acosta          | Red Bull GASGAS Tech3        | KTM         | 20      | +1.728    | 2        | 20     |
| 3       | 23  | Enea Bastianini       | Ducati Lenovo Team           | Ducati      | 20      | +2.703    | 5        | 16     |
| 4       | 89  | Jorge Martín          | Prima Pramac Racing          | Ducati      | 20      | +4.690    | 6        | 13     |
| 5       | 1   | Francesco Bagnaia     | Ducati Lenovo Team           | Ducati      | 20      | +7.392    | 4        | 11     |
| 6       | 49  | Fabio Di Giannantonio | Pertamina VR46 Racing Team   | Ducati      | 20      | +9.980    | 8        | 10     |
| 7       | 41  | Aleix Espargaró       | Aprilia Racing               | Aprilia     | 20      | +12.208   | 7        | 9      |
| 8       | 72  | Marco Bezzecchi       | Pertamina VR46 Racing Team   | Ducati      | 20      | +13.343   | 10       | 8      |
| 9       | 33  | Brad Binder           | Red Bull KTM Factory Racing  | KTM         | 20      | +14.931   | 17       | 7      |
| 10      | 25  | Raúl Fernández        | Trackhouse Racing MotoGP     | Aprilia     | 20      | +16.656   | 13       | 6      |
| 11      | 88  | Miguel Oliveira       | Trackhouse Racing MotoGP     | Aprilia     | 20      | +18.542   | 14       | 5      |
| 12      | 20  | Fabio Quartararo      | Monster Energy Yamaha MotoGP | Yamaha      | 20      | +22.899   | 16       | 4      |
| 13      | 43  | Jack Miller           | Red Bull KTM Factory Racing  | KTM         | 20      | +24.011   | 11       | 3      |
| 14      | 37  | Augusto Fernández     | Red Bull GASGAS Tech3        | KTM         | 20      | +27.652   | 18       | 2      |
| 15      | 73  | Álex Márquez          | Gresini Racing MotoGP        | Ducati      | 11      | +32.855   | 12       | 1      |
| 16      | 10  | Luca Marini           | Repsol Honda Team            | Honda       | 20      | +33.529   | 22       |        |
| Ret     | 42  | Álex Rins             | Monster Energy Yamaha MotoGP | Yamaha      | 10      | Caída     | 15       |        |
| Ret     | 93  | Marc Márquez          | Gresini Racing MotoGP        | Ducati      | 10      | Caída     | 3        |        |
| Ret     | 36  | Joan Mir              | Repsol Honda Team            | Honda       | 8       | Caída     | 20       |        |
| Ret     | 21  | Franco Morbidelli     | Prima Pramac Racing          | Ducati      | 7       | Caída     | 9        |        |
| Ret     | 5   | Johann Zarco          | LCR Honda Castrol            | Honda       | 6       | Retirado  | 19       |        |
| Ret     | 30  | Takaaki Nakagami      | LCR Honda IDEMITSU           | Honda       | 6       | Caída     | 21       |        |
| Fuente: |     |                       |                              |             |         |           |          |        |

### Resultados Moto2
| Pos.    | N.º | Piloto                  | Constructor | Vueltas | Tiempo    | Parrilla | Puntos |
| ------- | --- | ----------------------- | ----------- | ------- | --------- | -------- | ------ |
| 1       | 3   | Sergio García           | Boscoscuro  | 16      | 34:25.954 | 3        | 25     |
| 2       | 16  | Joe Roberts             | Kalex       | 16      | +0.492    | 5        | 20     |
| 3       | 54  | Fermín Aldeguer         | Boscoscuro  | 16      | +3.293    | 2        | 16     |
| 4       | 21  | Alonso López            | Boscoscuro  | 16      | +6.967    | 8        | 13     |
| 5       | 24  | Marcos Ramírez          | Kalex       | 16      | +7.102    | 6        | 11     |
| 6       | 71  | Dennis Foggia           | Kalex       | 16      | +7.150    | 7        | 10     |
| 7       | 79  | Ai Ogura                | Boscoscuro  | 16      | +9.869    | 17       | 9      |
| 8       | 52  | Jeremy Alcoba           | Kalex       | 16      | +10.036   | 13       | 8      |
| 9       | 44  | Arón Canet              | Kalex       | 16      | +11.004   | 1        | 7      |
| 10      | 13  | Celestino Vietti        | Kalex       | 16      | +12.751   | 15       | 6      |
| 11      | 14  | Tony Arbolino           | Kalex       | 16      | +13.229   | 11       | 5      |
| 12      | 75  | Albert Arenas           | Kalex       | 16      | +14.734   | 4        | 4      |
| 13      | 18  | Manuel González         | Kalex       | 16      | +17.509   | 9        | 3      |
| 14      | 10  | Diogo Moreira           | Kalex       | 16      | +17.959   | 16       | 2      |
| 15      | 12  | Filip Salač             | Kalex       | 16      | +17.994   | 20       | 1      |
| 16      | 7   | Barry Baltus            | Kalex       | 16      | +18.618   | 12       |        |
| 17      | 81  | Senna Agius             | Kalex       | 16      | +19.460   | 22       |        |
| 18      | 64  | Bo Bendsneyder          | Kalex       | 16      | +26.185   | 10       |        |
| 19      | 5   | Jaume Masiá             | Kalex       | 16      | +26.272   | 18       |        |
| 20      | 28  | Izan Guevara            | Kalex       | 16      | +26.351   | 23       |        |
| 21      | 35  | Somkiat Chantra         | Kalex       | 16      | +29.786   | 19       |        |
| 22      | 53  | Deniz Öncü              | Kalex       | 16      | +33.210   | 21       |        |
| 23      | 96  | Jake Dixon              | Kalex       | 16      | +43.821   | 14       |        |
| 24      | 11  | Álex Escrig             | Forward     | 16      | +44.984   | 28       |        |
| 25      | 43  | Xavier Artigas          | Forward     | 16      | +45.171   | 26       |        |
| 26      | 20  | Xavier Cardelús         | Kalex       | 16      | +1:00.083 | 27       |        |
| 27      | 15  | Darryn Binder           | Kalex       | 16      | +1:17.291 | 29       |        |
| Ret     | 84  | Zonta van den Goorbergh | Kalex       | 7       | Caída     | 24       |        |
| Ret     | 34  | Mario Aji               | Kalex       | 4       | Caída     | 25       |        |
| 1.      |     |                         |             |         |           |          |        |
| Fuente: |     |                         |             |         |           |          |        |

### Resultados Moto3
| Pos.        | N.º | Piloto             | Constructor | Vueltas | Tiempo        | Parrilla | Puntos |
| ----------- | --- | ------------------ | ----------- | ------- | ------------- | -------- | ------ |
| 1           | 80  | David Alonso       | CFMoto      | 14      | 31:38.427     | 1        | 25     |
| 2           | 96  | Daniel Holgado     | Gas Gas     | 14      | +5.163        | 2        | 20     |
| 3           | 36  | Ángel Piqueras     | Honda       | 14      | +5.176        | 17       | 16     |
| 4           | 6   | Ryusei Yamanaka    | KTM         | 14      | +5.676        | 23       | 13     |
| 5           | 64  | David Muñoz        | KTM         | 14      | +13.285       | 7        | 11     |
| 6           | 24  | Tatsuki Suzuki     | Husqvarna   | 14      | +13.730       | 15       | 10     |
| 7           | 66  | Joel Kelso         | KTM         | 14      | +16.963       | 4        | 9      |
| 8           | 12  | Jacob Roulstone    | Gas Gas     | 14      | +19.126       | 5        | 8      |
| 9           | 78  | Joel Esteban       | CFMoto      | 14      | +19.325       | 16       | 7      |
| 10          | 18  | Matteo Bertelle    | Honda       | 14      | +20.657       | 6        | 6      |
| 11          | 31  | Adrián Fernández   | Honda       | 14      | +20.689       | 11       | 5      |
| 12          | 10  | Nicola Carraro     | KTM         | 14      | +22.785       | 19       | 4      |
| 13          | 85  | Xabier Zurutuza    | KTM         | 14      | +22.869       | 22       | 3      |
| 14          | 55  | Noah Dettwiler     | KTM         | 14      | +27.575       | 21       | 2      |
| 15          | 7   | Filippo Farioli    | Honda       | 14      | +32.147       | 12       | 1      |
| 16          | 54  | Riccardo Rossi     | KTM         | 14      | +38.953       | 20       |        |
| 17          | 70  | Joshua Whatley     | Honda       | 14      | +44.924       | 18       |        |
| 18          | 82  | Stefano Nepa       | KTM         | 14      | +45.075       | 8        |        |
| 19          | 58  | Luca Lunetta       | Honda       | 14      | +1:19.752     | 10       |        |
| Ret         | 48  | Iván Ortolá        | KTM         | 11      | Retirado      | 13       |        |
| Ret         | 95  | Collin Veijer      | Husqvarna   | 11      | Retirado      | 3        |        |
| Ret         | 72  | Taiyo Furusato     | Honda       | 3       | Caída         | 9        |        |
| DSQ         | 19  | Scott Ogden        | Honda       |         | Descalificado | 14       |        |
| DNS         | 99  | José Antonio Rueda | KTM         |         | No empezó     |          |        |
| DNS         | 22  | David Almansa      | Honda       |         | No empezó     |          |        |
| DNS         | 5   | Tatchakorn Buasri  | Honda       |         | No empezó     |          |        |
| 1. 2. 3. 4. |     |                    |             |         |               |          |        |
| Fuente:     |     |                    |             |         |               |          |        |